# Giada Bragato
Giada Bragato (14 de julio de 1999) es una deportista húngara que compite en piragüismo en la modalidad de aguas tranquilas.
Ganó cinco medallas en el Campeonato Mundial de Piragüismo entre los años 2021 y 2024, y tres medallas en el Campeonato Europeo de Piragüismo, en los años 2022 y 2024.
En los Juegos Europeos de Cracovia 2023 consiguió una medalla de bronce en la prueba de C2 500 m.

## Palmarés internacional
| Campeonato Mundial | Campeonato Mundial      | Campeonato Mundial | Campeonato Mundial |
| Año                | Lugar                   | Medalla            | Competición        |
| ------------------ | ----------------------- | ------------------ | ------------------ |
| 2021               | Copenhague (Dinamarca)  | Medalla de bronce  | C2 200 m           |
| 2022               | Halifax (Canadá)        | Medalla de bronce  | C2 200 m           |
| 2022               | Halifax (Canadá)        | Medalla de bronce  | C2 500 m           |
| 2022               | Halifax (Canadá)        | Medalla de bronce  | C4 500 m           |
| 2024               | Samarcanda (Uzbekistán) | Medalla de plata   | C1 1000 m          |
| Juegos Europeos    |                         |                    |                    |
| Año                | Lugar                   | Medalla            | Competición        |
| 2023               | Cracovia (Polonia)      | Medalla de bronce  | C2 500 m           |
| Campeonato Europeo |                         |                    |                    |
| Año                | Lugar                   | Medalla            | Competición        |
| 2022               | Múnich (Alemania)       | Medalla de oro     | C2 200 m           |
| 2022               | Múnich (Alemania)       | Medalla de plata   | C2 500 m           |
| 2024               | Szeged (Hungría)        | Medalla de plata   | C1 500 m           |